# Barichneumonites australasiae
Barichneumonites australasiae là một loài tò vò trong họ Ichneumonidae.